# Illinois State Route 107
Die Illinois State Route 107 (kurz IL 107) ist eine State Route im US-Bundesstaat Illinois, die in Nord-Süd-Richtung verläuft.
Die State Route beginnt am U.S. Highway 54 und der Interstate 72 nahe Griggsville und endet nach 31 Kilometern nahe Mount Sterling an der Illinois State Route 99. Sie ist durchgängig eine zweispurige Landstraße.

## Geschichte
Ursprünglich führte die Straße von Pike Station (nahe der Kreuzung der US 54 und der IL 96) nach Griggsville. In den frühen 1930er Jahren wurde der Abschnitt südlich von Pittsfield zur US 54 hinzugefügt und im Jahr 1964 wurde schließlich das Stück bis Mount Sterling zur IL 107 ernannt. Seit dem Bau des Freeways der US 36 im Jahre 1995, der später zur I-72 wurde, beginnen der US 54 und die IL 107 an derselben Kreuzung.